# Bracia Zjednoczeni
Bracia Zjednoczeni na wschodzie Warszawy – kapituła wolnomularska, pracowała przed 1812 rokiem, kiedy zlała się z lożą wolnomularską Gwiazda Wschodnia.